# Acqualina
Il torrente Acqualina è un corso d'acqua della provincia di Bergamo di tipo montano e ad alimentazione unicamente nivopluviale. Nasce presso il Passo dei Laghi Gemelli dal monte Corte, nelle Alpi Orobie, e dopo 15 km confluisce da destra nel fiume Serio ad Ardesio, in Val Seriana.
Percorre tutta la Val Canale, lambendo il Rifugio Alpe Corte, la frazione di Valcanale e le contrade di Zanetti, Albareti, Rizzoli e Marinoni. L'intero corso del torrente è compreso nel comune di Ardesio.
Il suo percorso è prevalentemente lontano da insediamenti produttivi e centri abitati. Grazie a questo non solo l'Acqualina mantiene il suo originale tracciato, ma, non subendo alcun tipo di contaminazione, le sue acque sono risultate essere di ottima qualità.
Il suo substrato è composto da massi e ciottoli, che permettono ai pesci una discreta abitabilità.